# Idalia Zagroba
Idalia Zagroba (nascida em 1967) é uma gravurista polaca.
Zagroba formou-se na Academia de Belas Artes de Cracóvia em 1995. Uma xilogravura sua sem título, de 1995, é propriedade da National Gallery of Art.